# Leptoctenus
Genre
Leptoctenus est un genre d'araignées aranéomorphes de la famille des Ctenidae.

## Distribution
Les espèces de ce genre se rencontrent en Amérique du Nord, en Amérique centrale, en Asie de l'Est et en Australie.

## Liste des espèces
Selon World Spider Catalog (version 17.0, 25/05/2016) :
- Leptoctenus agalenoides L. Koch, 1878
- Leptoctenus byrrhus Simon, 1888
- Leptoctenus daoxianensis Yin, Tang & Gong, 2000
- Leptoctenus gertschi Peck, 1981
- Leptoctenus paradoxus (F. O. Pickard-Cambridge, 1900)
- Leptoctenus sonoraensis Peck, 1981

## Publication originale
- L. Koch, 1878 : Die Arachniden Australiens. Nürnberg, vol. 1, p. 969-1044 (texte intégral).